# Фікрі Діне
Фікрі Діне — прем'єр-міністр Албанії у часи окупації країни Третім Рейхом.  Він народився у Дібрі. 